# Scriptaphyosemion brueningi
Scriptaphyosemion brueningi är en fiskart som först beskrevs av Roloff, 1971.  Scriptaphyosemion brueningi ingår i släktet Scriptaphyosemion och familjen Nothobranchiidae. IUCN kategoriserar arten globalt som starkt hotad. Inga underarter finns listade i Catalogue of Life.